# Gracie's Choice
Gracie's Choice è un film televisivo statunitense del 2004, diretto da Peter Werner.

## Trama
Dopo che la loro madre tossico-dipendente è stata mandata in carcere, Grace (Kristen Bell), è costretta a occuparsi dei suoi tre fratellastri e una sorellastra senza nessun aiuto.

## Messe in onda internazionali
- Uscita negli  USA: 12 gennaio 2004
- Uscita in  Ungheria: 6 giugno 2004
- Uscita in  Francia: 2 maggio 2005
- Uscita nel  Regno Unito: 9 marzo 2007